# Xã Spring, Quận Jefferson, Arkansas
Xã Spring (tiếng Anh: Spring Township) là một xã thuộc quận Jefferson, tiểu bang Arkansas, Hoa Kỳ. Năm 2010, dân số của xã này là 2.751 người.